# Nardi Bisiluro

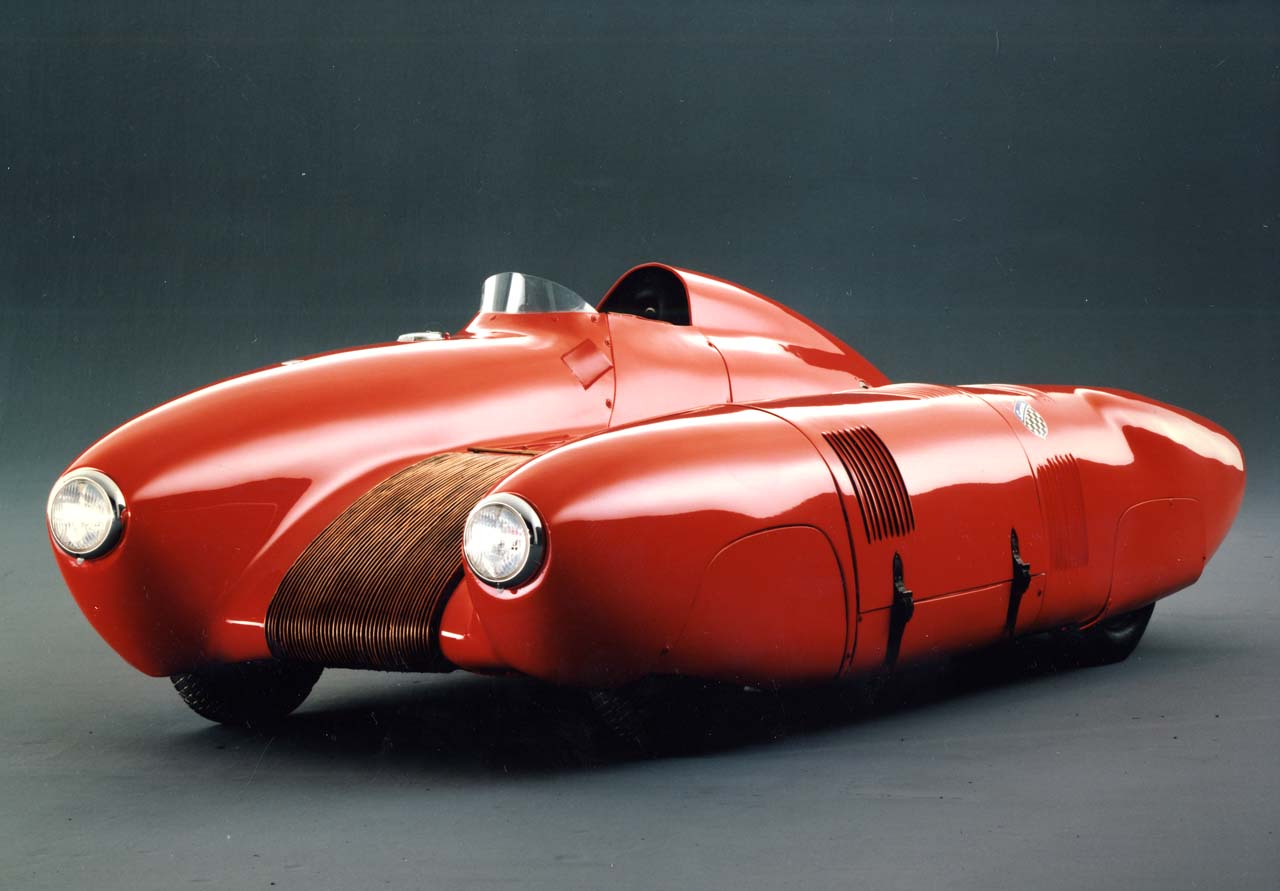
Nardi Bisiluro

Der Nardi Bisiluro, auch als Nardi Le Mans bezeichnet, war ein Sportwagen-Prototyp, der 1955 bei Automobili Nardi entwickelt wurde.

## Technik und Renngeschichte
Der Bisiluro war 1955 ein nach völlig neuem Konzept gebauter 0,7-Liter-Rennwagen, der 1955 als Nachfolger des 750LM beim 24-Stunden-Rennen von Le Mans eingesetzt wurde.
Der kleine Wagen hatte die Form eines Trimarans, dem der rechte Schwimmkörper fehlt. In der eigenwilligen Konstruktion war der Motor im kleineren, linken Wagenteil. Dabei wurde ein 735-cm³-Giannini-Agreggat quer und liegend eingebaut. Im größeren rechten Wagenteil befanden sich das Cockpit und der Tank.
In Le Mans wurde der Wagen von Mario Damonte und Roger Crovetto gefahren. Auf der Rennstrecke war der Wagen extrem instabil. Schon bei leichtem Seitenwind konnte das Fahrzeug umkippen. Im Rennen verunfallte der Wagen schon nach fünf Rennrunden. Damonte kam in den Überrundungsverkehr der Spitzenfahrzeuge. Durch den Sog, den die viel schnelleren 3-Liter-Wagen auslösten, wurde der Bisiluro angehoben und überschlug sich. Allerdings war das Tempo des Rennwagens so gering, dass der Nardi nur leicht beschädigt wurde und der Fahrer unverletzt blieb.
Nardi verfolgte das Konzept nicht weiter und der Bisiluro wurde nicht mehr eingesetzt.